# Alcántaraorden

Alcántaraordens kors.

Alcántaraorden (spanska: Orden de Alcántara), är en spansk orden instiftad 1156 av Don Suero Fernández Barrientos som kristen riddarorden. Den erkändes 1177 av påve Alexander III.